# حي العمال (المكلا)
حي العمال هو أحد أحياء مدينة المكلا في محافظة حضرموت اليمنية. يبلغ تعداد سكانه 3655 نسمة حسب التعداد السكاني في اليمن لعام 2004.